# John Peers
John Peers (Melbourne, 25 de Julho de 1988) é um tenista profissional australiano.

## Grand Slams finais

### Duplas: 1 (0–1)
| Resultado | Ano  | Campeonato | Piso  | Parceira     | Oponentes                     | Placar             |
| Vice      | 2015 | Wimbledon  | Grama | Jamie Murray | Jean-Julien Rojer Horia Tecău | 6-7(5-7), 4-6, 4-6 |

## ATP finais

### Duplas: 11 (5 títulos, 6 vices)
| Legenda                           |
| --------------------------------- |
| Grand Slam (0–0)                  |
| ATP World Tour Finals (0–0)       |
| ATP World Tour Masters 1000 (0–0) |
| ATP World Tour 500 Series (0–3)   |
| ATP World Tour 250 Series (5–3)   |

| Finais por Piso |
| --------------- |
| Duro (2–4)      |
| Saibro (3–0)    |
| Grama (0–1)     |
| Carpet (0–0)    |

| Posição | N. | Data              | Torneio                                                | Piso     | Parceiro     | Oponentes                            | Placar                 |
| ------- | -- | ----------------- | ------------------------------------------------------ | -------- | ------------ | ------------------------------------ | ---------------------- |
| Campeão | 1. | 13 Abril 2013     | US Men's Clay Court Championships, Houston, EUA        | Saibro   | Jamie Murray | Bob Bryan Mike Bryan                 | 1–6, 7–6(7–3), [12–10] |
| Campeão | 2. | 28 Julho 2013     | Crédit Agricole Suisse Open Gstaad, Gstaad, Suíça      | Saibro   | Jamie Murray | Pablo Andújar Guillermo García-López | 6–3, 6–4               |
| Campeão | 3. | 29 Setembro 2013  | PTT Thailand Open, Bangkok, Tailândia                  | Duro (i) | Jamie Murray | Tomasz Bednarek Johan Brunström      | 6–3, 3–6, [10–6]       |
| Vice    | 1. | 6 Outubro 2013    | Rakuten Japan Open Tennis Championships, Toquio, Japão | Duro     | Jamie Murray | Rohan Bopanna Édouard Roger-Vasselin | 6–7(5–7), 4–6          |
| Campeão | 4. | 4 Maio 2014       | BMW Open, Munique, Alemanha                            | Saibro   | Jamie Murray | Colin Fleming Ross Hutchins          | 6–4, 6–2               |
| Vice    | 2. | 15 Junho 2014     | Aegon Championships, Londres, Reino Unido              | Grama    | Jamie Murray | Alexander Peya Bruno Soares          | 6–4, 6–7(4–7), [4–10]  |
| Vice    | 3. | 23 Agosto 2014    | Winston-Salem Open, Winston-Salem, EUA                 | Duro     | Jamie Murray | Juan Sebastián Cabal Robert Farah    | 3–6, 4–6               |
| Vice    | 4. | 27 Setembro 2014  | Proton Malaysian Open, Kuala Lumpur, Malásia           | Duro (i) | Jamie Murray | Marcin Matkowski Leander Paes        | 6–3, 6–7(5–7), [5–10]  |
| Campeão | 5. | 11 Janeiro 2015   | Brisbane International, Brisbane, Austrália            | Duro     | Jamie Murray | Alexandr Dolgopolov Kei Nishikori    | 6-3, 7–6(7–4)          |
| Vice    | 5. | 15 Fevereiro 2015 | Rotterdam Open, Rotterdam, Holanda                     | Duro (i) | Jamie Murray | Jean-Julien Rojer Horia Tecău        | 6-3, 3-6, [8–10]       |
| Vice    | 6. | 26 Abril 2015     | Barcelona Open, Barcelona, Espanha                     | Saibro   | Jamie Murray | Marin Draganja Henri Kontinen        | 3-6, 7-6(8–6), [11–9]  |